# Vidmantas Vyšniauskas
Vidmantas Vyšniauskas (* 15. September 1969 in UdSSR) ist ein ehemaliger litauischer Fußballspieler.

## Karriere

### Verein
Der 1,87 Meter große Mittelfeldakteur Vyšniauskas spielte von 1990 bis 1992/93 für Tawrija Simferopol. In den ersten beiden Jahren bestritt er dort 57 Ligapartien in der Perwaja Liga und erzielte fünf Tore. 1992 gewann er mit seinem Klub die Meisterschaft in der Wyschtscha Liha, in der er bis zu seinem Wechsel nach Deutschland in weiteren 26 Ligaspielen auflief. In der Saison 1992/93 schloss er sich dem deutschen Oberligisten 1. FC Markkleeberg an, bei dem er bis zum Saisonende 1993/94 40-mal (vier Tore) auf Ligaebene zum Einsatz kam. 20 Spielen mit drei Toren in der Spielzeit 1994/1995 für 1. FC Union Berlin folgten von 1995 bis 1998 89 absolvierte Begegnungen (zehn Tore) in der Regionalliga Nordost für den FC Sachsen Leipzig. Es folgten zwei Spielzeiten in der Regionalliga Nord beim SV Wilhelmshaven (65 Spiele/elf Tore). Anschließend wechselte er zur Spielzeit 2000/01 zu den Sportfreunden Siegen in die Regionalliga Süd. Nach lediglich 19 Einsätzen (drei Tore) in der Liga zog er noch während der Saison weiter zum Nord-Regionalligisten VfB Lübeck, bei dem er bis zum Saisonende 16-mal (drei Tore) und in der Folgespielzeit 17-mal (kein Tor) eingesetzt wurde. 2002/03 und 2003/04 kickte er abermals für den SV Wilhelmshaven und lief bei den Hafenstädtern 46-mal (fünf Tore) in der Oberliga auf. Letzte für ihn geführte Karrierestation war in der Saison 2004/05 der FC Schüttorf 09.

### Nationalmannschaft
Vyšniauskas debütierte am 11. Juli 1992 im Rahmen des Baltic Cups in der 1:1-Unentschieden endenden Begegnung gegen Estland in der litauischen A-Nationalmannschaft. Insgesamt absolvierte er zwei Länderspiele – beide beim vorbenannten Turnier, das seine Mannschaft gewann. Ein Tor erzielte er dabei nicht.